# ابوبکر نقاش
ابوبکر نقّاش (۸۸۰-۹۶۲) (نسب: ابوبکر محمد بن حسن بن محمد بن زیاد) محدث، قاری و مفسر بغدادی بود.

## آثار
- شفاء الصدور: در تفسیر.
- الموضح: در معانی قرآن.
- الأبواب فی قرآن
- المعجم الکبیر.
- الإشارة فی غریب القرآن.
- المناسک.
- دلائل النبوة.
- المعاجم الثلاثة، أوسط وأکبر وأصغر: معجم‌های سه‌گانه، میانی، بزرگ و کوچک
- المعجم الکبیر. در تفسیر و نحو، ۴۰ جلد.
- القراءات بعللها.
- السبعة.
- ضد العقل.
- أخبار القصاص.[۴]